# Maffio Venier
Maffio Venier, a volte italianizzato in Maffeo Veniero (Venezia, 6 giugno 1550 – Torrenieri, 11 novembre 1586), è stato un poeta e arcivescovo cattolico italiano.

## Biografia
Membro della famiglia patrizia dei Venier, era figlio e nipote di due letterati, rispettivamente Lorenzo Venier (1510–1550) e Domenico Venier (1517-1582). Fece vita da cortigiano, spostandosi frequentemente tra le varie corti italiane, trattenendosi in particolare presso Francesco I de' Medici e papa Sisto V.
Fu autore di numerose poesie erotiche in lingua veneziana, seguendo l'esempio di Pietro Aretino (che visse a Venezia dal 1527 alla morte nel 1556) e dell'attore e poeta in lingua veneziana Andrea Calmo, oltre che del padre Lorenzo, autore dei due poemetti osceni Il Trentuno della Zaffetta e La Puttana Errante. Attaccò duramente coi suoi scritti la poetessa e cortigiana veneziana Veronica Franco.
Nel 1580 viaggiò attraverso Bosnia, Serbia e Tracia fino a Costantinopoli, lasciando poi testimonianza della sua esperienza nella Descrizione dell’Impero turchesco (1580) e nel Discorso dello stato presente del Turco e modo di fargli una guerra reale (1585) richiestogli da Sisto V. Forse da questo viaggio contrasse la malattia, probabilmente sifilide, che lo portò alla morte pochi anni dopo.
Dopo aver inseguito per anni un incarico ecclesiastico, nel 1583 ebbe da papa Gregorio XIII la nomina ad arcivescovo di Corfù, sede a lui sgradita. Vi si recò solo due anni più tardi, ottenendo poi dal nuovo pontefice Sisto V di essere dispensato dal risiedervi.
Nel 1585 scrisse la sua unica tragedia, Idalba.
Tormentato da continue febbri, nel 1586 si mise in viaggio da Roma a Firenze, dove intendeva trascorrere un periodo di convalescenza, ospite dei Medici. Costretto a sostare a Torrenieri per l'aggravarsi delle sue condizioni, vi morì l'11 novembre. Per ordine del granduca Francesco I fu sepolto nel Duomo di Siena.

## Genealogia episcopale
La genealogia episcopale è:
- Cardinale Guillaume d'Estouteville, O.S.B.Clun.
- Papa Sisto IV
- Papa Giulio II
- Cardinale Raffaele Sansone Riario
- Papa Leone X
- Papa Clemente VII
- Cardinale Antonio Sanseverino, O.S.Io.Hieros.
- Cardinale Giovanni Michele Saraceni
- Papa Pio V
- Cardinale Innico d'Avalos d'Aragona, O.S.Iacobi
- Arcivescovo Maffio Venier